# White Mountains (New Hampshire)

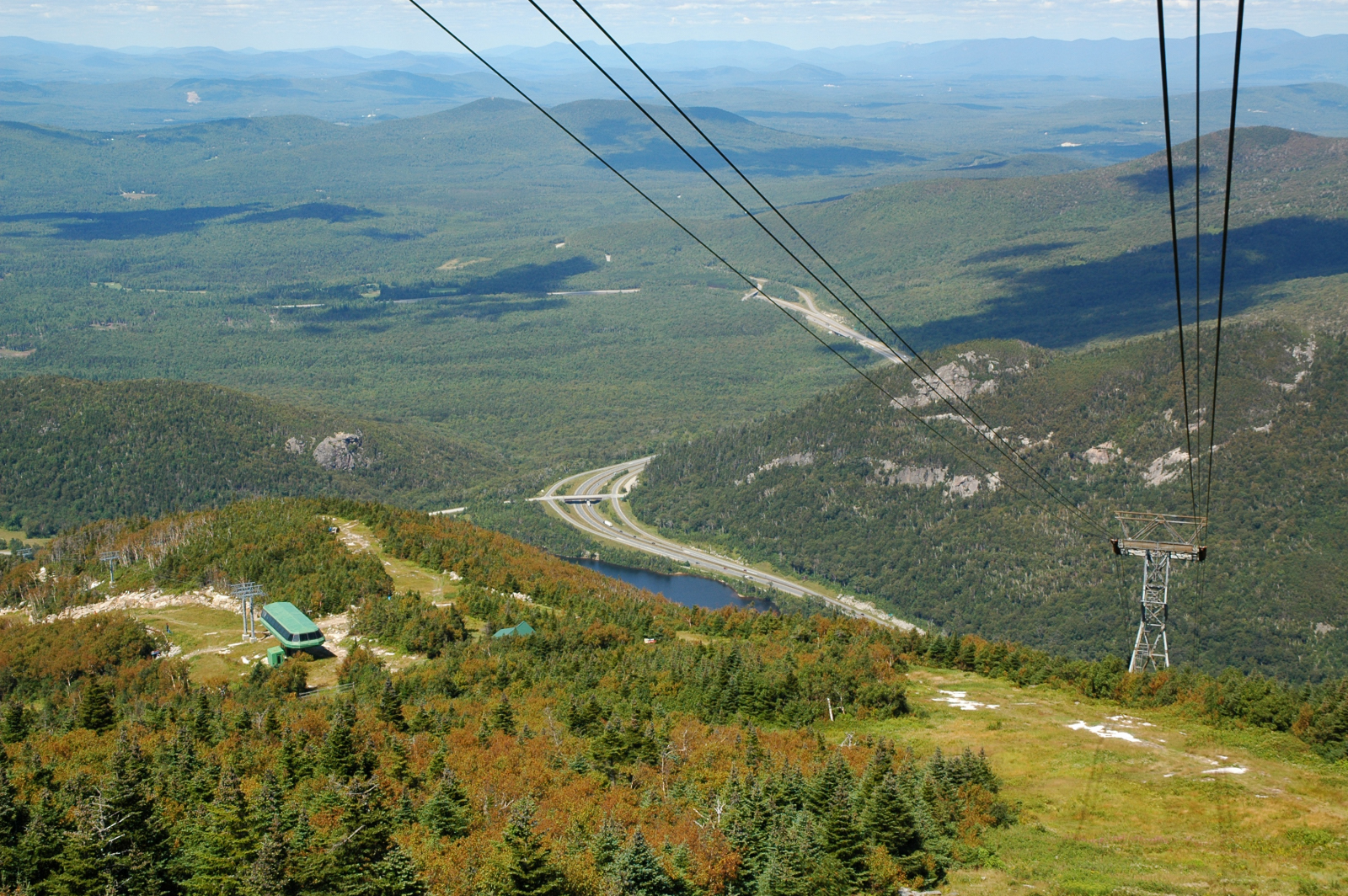
Blick vom Cannon Mountain

Die White Mountains [ˌwaɪtˈmaʊntənz] (engl. für „Weiße Berge“) sind ein Gebirgszug der Appalachen in den USA, der sich über ein Viertel des Staates New Hampshire erstreckt und in die Longfellow Mountains in Maine übergeht. 
Die höchste Erhebung ist der Mount Washington mit 1917 m. Die hellen und oft schneebedeckten Granitberge, welche der Gegend ihren Namen gaben, sind bereits im Herbst durch ein deutlich raueres Klima geprägt als ihre westlichen Nachbarn in Vermont, die sogenannten Green Mountains.
Charakterisiert werden die White Mountains durch ihre abgerundeten Gipfel und tiefe U-förmige Täler, die so genannten Notches. Der fast 320.000 Hektar große Nationalforst White Mountain National Forest erstreckt sich über einen Großteil des Gebiets und ist für seine ausgedehnten Skilanglauf- und Wanderwege bekannt. Gut frequentierte Wintersportorte sind Attitash, die Black Mountain Ski Area, Mount Cranmore, Waterville Valley und Wildcat Mountain.

## Geschichte
Von der Mündung des Saco River in Maine stieß Darby Field im Jahr 1642 als erster Weißer historisch belegbar in das Gebiet der White Mountains vor und bestieg dabei auch als erster den Mount Washington. Fields Unternehmung wird in den Aufzeichnungen des ersten Gouverneurs von Massachusetts, John Winthrop, erwähnt.